# Hugo Christoph
Hugo Christoph, zwany Krzysztofkiem (ur. ok. 1876 r., zm. ??) – raciborski kpiarz i sowizdrzał, uznany przez jedno z hamburskich pism satyrycznych za jednego z najbardziej oryginalnych ludzi na świecie. Zasłynął ze swych niebanalnych, ale ryzykownych żartów, jakie urządzał w Raciborzu. Jego postać do dziś znana i wspominana jest wśród raciborzan. Dziś jego wyczyny są postrzegane jako happeningi kpiące z rzeczywistości i wyrażające bunt, ale także mające w sobie głębszy sens i przesłanie. Jest bohaterem spektaklów teatralnych, a także krótkiego filmu, jaki powstał w 2010 roku. Przed pubem "Koniec Świata" w Raciborzu stoi drewniana rzeźba Krzysztofka.

## Dowcipy Krzysztofka
Pierwsza znana anegdota opowiada o tym, jak odmówił czyszczenia granatów w fabryce, w której był zatrudniony. Zażądał wówczas rękawic do wykonywania tej czynności i poszedł do domu. Na wezwania do powrotu odpowiadał listami, w których znieważył cesarza Wilhelma, za co trafił na rok do więzienia.
Kiedy z kolei władze miejskie zakazały łowienia ryb w Odrze z mostu, poszedł na most z wędką. Zatrzymany przez funkcjonariusza oświadczył, że nie łowi ryb, a jedynie odsala zawieszonego na wędce śledzia.
Innym razem wybrał się na targ i zaczął sprzedawać śledzie, które reklamował, wykrzykując zdanie: Ein Hering so fett wie Göring! Für 25 Pfennig! (śledź gruby jak Göring po 25 fenigów). Trafił wówczas do więzienia na dwa tygodnie, a po powrocie znów udał się na targ, by sprzedawać śledzie. Tym razem mówił, że śledzie którymi handluje są tak grube, jak dwa tygodnie temu.
Pewnego dnia, w czasie plebiscytu, rozniósł komunikat mówiący o tym, iż nocą zostanie wysadzony most. Anonimowe ostrzeżenie potraktowano bardzo poważnie, gdyż w tamtych czasach rzeczywiście doszło do kilku wysadzeń mostów. Stacjonujące w mieście oddziały włoskie, chcąc zapobiec incydentowi, wzięły ówczesnego nadburmistrza Westrama oraz syndyka Lüthge jako zakładników i nałożyły na miasto wysoką kontrybucję. Tymczasem rankiem następnego dnia na moście zjawił się Krzysztofek, polewając go wodą z konewki, gdyż słowo sprengen użyte w komunikacie oznacza zarówno wysadzenie, jak i polewanie.
Kiedy po kilku miesiącach niepłacenia czynszu miał zostać wyeksmitowany, obwieścił: Christoph ist Ausgezogen (Christoph się wyprowadził). Kiedy jednak właściciel kamienicy wszedł do mieszkania, zastał tam nagiego Krzysztofka. Dowcip polegał na grze słów, gdyż ausgezogen znaczy również rozebrany.
Innego dnia wypytywał w biurze rzeczy znalezionych, ile płacą za znalezioną rzecz. Na pytanie, co znalazł odpowiedział, że pracę i że chce ją oddać.
Kolejna anegdota związana jest z zakładem karnym, do którego często trafiał. Pewnego razu, wychodząc z niego domagał się widzenia z dyrektorem. Spotkawszy się z nim, poskarżył się na brak srebrnego zegarka. Odpowiedziano mu, że nigdy nie miał żadnego zegarka, na co odpowiedział, że wychodzi stąd po raz dwudziesty piąty, obchodzi więc srebrny jubileusz i należy mu się srebrny zegarek.
Miał on także zwyczaj w dniu swoich urodzin wybierania się z taczką pełną kwiatów i obdarowywania nimi napotkanych przechodniów.
Ostatni wybryk Krzysztofka skończył się dla niego tragicznie. Stając naprzeciwko wystawionego w oknie księgarni portretu Adolfa Hitlera zawołał Ty tu nie możesz być! Ty tu nie możesz być! Bo ja cię kupię!. Za ten występ został zesłany do obozu koncentracyjnego, skąd już nie powrócił. Ponoć, będąc jeszcze w obozie, wysyłał listy, w których opisywał dowcipy, jakich tam dokonywał.